# Falsibugulella sinica
Falsibugulella sinica is een mosdiertjessoort uit de familie van de Bugulidae. De wetenschappelijke naam van de soort is voor het eerst geldig gepubliceerd in 1984 door Liu.